# Incredible Expanding Mindfuck
Incredible Expanding Mindfuck - projekt sesyjny lidera zespołu Porcupine Tree - Stevena Wilsona. Inspirowany jest krautrockiem lat 70 oraz twórcami jazzowymi np. Sun Ra. Projekt ten jest prawie całkowicie instrumentalny a muzyka w dużym stopniu improwizowana.

## Dyskografia
Albumy studyjne:
- I.E.M. (1996, Chromatic Records)
- An escalator to Christmas (EP 1999, ToneFloat)
- Arcadia Son (2001, Headphone Dust)
- IEM Have Come For Your Children (2001, Gates Of Dawn)

Kompilacje:
- I.E.M.: 1996-1999 (2005, Headphone Dust) - zawiera utwory z dwóch pierwszych albumów, a także materiał bonusowy[5].
- Complete IEM (2010, Tonefloat) - czteropłytowa antologia zawierająca wszystkie wcześniejsze wydawnictwa[6].